# Bourville
 Bourville  es una población y comuna francesa, en la región de Alta Normandía, departamento de Sena Marítimo, en el distrito de Dieppe y cantón de Fontaine-le-Dun.

## Demografía
| 409 | 433 | 373 | 410 | 318 | 313 |
| Para los censos de 1962 a 1999 la población legal corresponde a la población sin duplicidades (Fuente: INSEE [Consultar]) |     |     |     |     |     |